# Johann Nicolaus Apel
Johann Nicolaus Apel, auch Johannes Nikolaus Apel  (* 1757; † 9. Mai 1823 in Neustadt am Kulm) war ein deutscher Autor, Doktor der Philosophie, Naturforscher, Konstrukteur und Politiker.

## Leben
Johann Nicolaus Apel wurde im Jahre 1757 als Sohn von Johann Apel (1726–79) geboren. Sein Onkel war der Regierungsadvocat Johann Thomas Mösel, der am 1. Juli 1822 in Neustadt starb. Apel immatrikulierte sich am 15. Mai 1776 an der Friedrich-Alexander-Universität Erlangen für Evangelische Theologie. Er wurde Mitglied der alten Bayreuther Landsmannschaft, aus der 1803 das Corps Baruthia hervorging. Nach den Handschriften des Germanischen Nationalmuseums Nürnberg hielt er sich 1778–1781 in Erlangen auf.
Den größten Teil seines Lebens verbrachte Apel in Neustadt am Kulm. Er ist der Konstrukteur und Erbauer des ersten Aussichtsturms auf dem Rauhen Kulm. Des Weiteren initiierte er eine Schießanlage am Sandberg und legte zahlreiche Wege auf dem Rauhen Kulm an. Darüber hinaus beschäftigte er sich eingehend mit der Geologie und Geschichte der Stadt und des Umlandes und verfasste im Jahr 1811 das Buch Der rauhe Kulm und seine Umgebungen nebst einer Geschichte und Topographie von Neustadt an den Kulmen im Mainkreise. Am Anfang dieses Buches berichtet er, dass der Zufall seinen Lebensplan durchkreuzte und ihn nach Neustadt am Kulm führte. Ein genaues Datum nennt er nicht. Seine Verdienste um die Erforschung der Natur und Geologie des Rauhen Kulms sowie die Errichtung verschiedener Gartenanlagen und Gebäude sowie das Anlegen bequemer Wege wurden nach seinem Tod von der Redaktion der Bayreuther Zeitung gewürdigt.
Apel war Doktor der Philosophie und ein Zeitgenosse von Jean Paul. Mit diesem hatte er am 9. Juli 1818 Briefkontakt. Jean Paul bat ihn dabei um Mitteilung aus den Schul- und Kirchenakten seines Großvaters Johann Richter, der in Neustadt Rektor war. Getauft wurde Jean Paul vom Vater von Johann Nicolaus Apel.
Aus dem Tagebuch von Caroline von Lindenfels geht hervor, dass er zudem Bürgermeister von Neustadt am Kulm war. Mit ihr stand er in regem Kontakt.

## Schriften
- Der rauhe Kulm und seine Umgebungen nebst einer Geschichte und Topographie von Neustadt an den Kulmen im Mainkreise. Bayreuth 1811.
- Feten bey der Reise des Königs von Preußen im Juny 1799 (beteiligter Autor neben Justus Friedrich Zehelein und R., dessen kompletter Name unbekannt ist)[10]